# Кортенски проход
Кортенският проход е нископланински проход (седловина) в източната част на Сърнена Средна гора, в Община Нова Загора, област Сливен.
Проходът е с дължина 5,3 km и надморска височина на седловината – 334 m. Свързва северната част на Новозагорското поле при село Кортен на юг с долината на река Тунджа при село Баня на север.
Проходът започва на 228 m н.в. в североизточната част на село Кортен, насочва на север, нагоре по южния склон на Сърнена Средна гора и след 2,4 km достига седловината при 334 m н.в. От там започва спускане по северния склон на планината и след 2,9 km слиза при моста над река Тунджа, югоизточно от село Баня, на 214 m н.в.
През него преминава участък от 8,5 km от третокласния Републикански път III-662 (от km 4,5 до km 13,0) Нова Загора – Твърдица – Елена. Поради ниската си надморска височина проходът е лесно проходим и пътят през него се поддържа целогодишно за преминаване на МПС.

## Топографска карта
- Лист от карта K-35-53. Мащаб: 1 : 100 000.